# Élections générales québécoises de 1939
L'élection générale québécoise de 1939 se déroule le 25 octobre 1939 afin d'élire les députés de la 21e législature à l'Assemblée législative de la province de Québec (Canada). Il s'agit de la 21e élection générale depuis la confédération canadienne de 1867. Le Parti libéral du Québec, dirigé par Adélard Godbout, défait le gouvernement de l'Union nationale dirigé par le premier ministre Maurice Duplessis et forme un gouvernement majoritaire.

## Contexte

### Enjeux
L'enjeu principal de l'élection est la participation canadienne à la Seconde Guerre mondiale. Le premier ministre Maurice Duplessis, espérant tirer profit de l'opposition des Québécois à la guerre, déclenche des élections anticipées moins de quatre semaines après la déclaration de guerre du Canada. Comme Duplessis entend s'opposer à l'effort de guerre du Canada, toutes les forces libérales fédérales se liguent contre l'Union nationale durant la campagne électorale, Ernest Lapointe, lieutenant de Mackenzie King, en tête.
Les historiens s'entendent généralement pour dire que cette élection fut le premier référendum sur la place du Québec au sein de la fédération canadienne. Maurice Duplessis ayant déclenché le scrutin afin de bien démontrer qu'il s'opposait à la guerre et à toute contrainte que pourrait représenter, sur le Québec, l'effort de guerre d'Ottawa, Mackenzie King, par la bouche de son lieutenant québécois Ernest Lapointe, avertit les Québécois que le gouvernement fédéral ne pourrait continuer de gouverner avec ses ministres québécois à Ottawa si la population choisissait de désavouer l'effort de guerre en votant pour Duplessis.
Les libéraux de Mackenzie King menaçaient implicitement le Québec d'un isolement sur la conduite des affaires au pays : si Duplessis était élu, les ministres québécois de King démissionneraient en bloc, privant ainsi le caucus libéral de sa représentation québécoise.
Cet avertissement fit d'autant plus écho chez les Québécois que le tandem King-Lapointe venait de leur promettre, quelques mois plus tôt, que la conscription ne serait pas imposée. Les Québécois ne voulant pas revivre la situation de 1917 - où les libéraux québécois de Laurier s'étaient retrouvés majoritairement dans l'opposition à la suite de la défection des libéraux canadiens-anglais vers le Parti unioniste (libéral-conservateur) de Robert Borden et s'étaient par la suite retrouvés impuissants devant la décision du gouvernement d'imposer la conscription - ils désavouèrent le gouvernement sortant de Duplessis

### Partis mineurs
En juin 1937, un groupe de dissidents de l'Union nationale fondèrent le Parti national. Cependant ce parti ne participa pas à l'élection de 1939 et la plupart de ses membres furent candidats pour le Parti libéral.
Paul Gouin, qui avait rompu avec Duplessis après avoir été écarté par ce dernier lors de la formation de l'Union nationale, reforme l'Action libérale nationale en 1938 pour participer à cette élection, mais sans avoir le même succès que la première fois. Lors de l'élection de 1935 il avait réussi à remporter 25 sièges, après quoi le parti s'est fusionné avec le Parti conservateur du Québec. Toutefois, cette fois il ne remporte que 4,5 % des voix et n'obtient aucun siège ; l'ALN se dissout peu après. De plus, un vestige de l'ancien Parti conservateur présente trois candidats, et ne remporte que 0,2 % des voix et aucun siège ; ce parti se dissout également.

## Dates importantes
- 23 septembre 1939 : Émission du bref d'élection.
- 25 octobre 1939 : scrutin
- 20 février 1940 : ouverture de la session.

## Résultats
| Libéral   | Union nationale | Libéral indépendant | Indépendant |
| 69 sièges | 15 sièges       | 1 siège             | 1 siège     |
| ^         |                 |                     |             |
| majorité  |                 |                     |             |

La défaite subie par l'Union nationale aux mains des libéraux est cinglante, un vrai renversement des résultats de l'élection précédente, en grande partie grâce à l'aide des libéraux fédéraux. L'Union nationale tombe de 76 à seulement 15 sièges ; les libéraux, quant à eux, passent de 14 à 70 sièges. C'est la seconde fois qu'Adélard Godbout accède au poste de premier ministre ; des quatre élections qu'il dispute contre Duplessis, celle de 1939 est son unique victoire.

### Résultats par parti politique
| Partis | Partis                      | Chef                        | Candidats | Sièges | Sièges | Voix    | Voix   | Voix     |
| Partis | Partis                      | Chef                        | Candidats | 1936   | Élus   | Nb      | %      | +/-      |
| --- | --------------------------- | --------------------------- | --------- | ------ | ------ | ------- | ------ | -------- |
| | Libéral                     | Adélard Godbout             | 85        | 14     | 69     | 301 382 | 53,5 % | +14,07 % |
| | Union nationale             | Maurice Duplessis           | 85        | 76     | 15     | 220 402 | 39,1 % | -17,75 % |
| | Libéral indépendant         | Libéral indépendant         | 4         | -      | 1      | 3 862   | 0,7 %  | -        |
| | ALN                         |                             | 56        | -      | -      | 25 295  | 4,5 %  | +0,19 %  |
| | Commonwealth coopératif     |                             | 1         | -      | -      | 2 513   | 0,4 %  | -        |
| | Conservateur                |                             | 3         | -      | -      | 1 679   | 0,3 %  | -        |
| | ALN indépendant             |                             | 1         | -      | -      | 617     | 0,1 %  | -        |
| | Union nationale indépendant | Union nationale indépendant | 3         | -      | -      | 469     | 0,1 %  | -0,36 %  |
| | Ouvrier                     |                             | 3         | -      | -      | 410     | 0,1 %  | -0,06 %  |
| | ALN ouvrier                 |                             | 1         | -      | -      | 228     | 0 %    | -        |
| | Communiste                  |                             | 1         | -      | -      | 159     | 0 %    | -0,29 %  |
| | Indépendant                 | Indépendant                 | 5         | -      | 1      | 6 281   | 1,1 %  | +1,04 %  |
| Total | Total                       | Total                       | 248       | 90     | 86     | 563 297 | 100 %  |          |
| Le taux de participation lors de l'élection était de 77 % et 7 334 bulletins ont été rejetés. Il y avait 753 310 personnes inscrites sur la liste électorale pour l'élection, toutefois seules 741 131 personnes avaient plus d'un candidat dans leur district. |                             |                             |           |        |        |         |        |          |

Note : Le candidat libéral dans Charlevoix-Saguenay a été élu sans opposition.

### Résultats par circonscription
- Abitibi : Félix Allard (Parti libéral)
- Argenteuil : Georges-Étienne Dansereau (Parti libéral)
- Arthabaska : Wilfrid Girouard (Parti libéral)
- Bagot : Cyrille Dumaine (Parti libéral)
- Beauce : Henri-René Dussault (Parti libéral)
- Beauharnois : Delpha Sauvé (Union nationale)
- Bellechasse : Valmore Bienvenue (Parti libéral)
- Berthier : Cléophas Bastien (Parti libéral)
- Bonaventure : Pierre-Émile Côté (Parti libéral)
- Brome : Jonathan Robinson (Union nationale)
- Chambly : Dowina-Évariste Joyal (Parti libéral)
- Champlain : Joseph-Philias Morin (Union nationale)
- Charlevoix-Saguenay : Edgar Rochette (Parti libéral)
- Châteauguay-Laprairie : Roméo Fortin (Parti libéral)
- Chicoutimi : Antonio Talbot (Union nationale)
- Compton : William James Duffy (Parti libéral)
- Deux-Montagnes : Paul Sauvé (Union nationale)
- Dorchester : Joseph-Damase Bégin (Union nationale)
- Drummond : Arthur Rajotte (Parti libéral)
- Frontenac : Henri-Louis Gagnon (Parti libéral)
- Gaspé-Nord : Perreault Casgrain (Parti libéral)
- Gaspé-Sud : Camille-Eugène Pouliot (Union nationale)
- Gatineau : Célestin Nadon (Parti libéral)
- Hull : Alexis Caron (Parti libéral)
- Huntingdon : James Walker Ross (Parti libéral)
- Iberville : Émile Bonvouloir (Parti libéral)
- Iles-de-la-Madeleine : Hormisdas Langlais (Union nationale)
- Jacques-Cartier : Charles-Aimé Kirkland (Parti libéral)
- Joliette : Antonio Barrette (Union nationale)
- Kamouraska—Rivière-du-Loup : Léon Casgrain (Parti libéral)
- Labelle : Albiny Paquette (Union nationale)
- Lac-Saint-Jean : Joseph-Ludger Fillion (Parti libéral)
- L'Assomption : Bernard Bissonnette (Parti libéral)
- Laval : François Leduc (Parti libéral)
- Laviolette : Edmond Guibord (Parti libéral)
- Lévis : Joseph-Georges Francoeur (Parti libéral)
- L'Islet : Adélard Godbout (Parti libéral)
- Lotbinière : René Chaloult (Libéral indépendant)[1]
- Maisonneuve : Joseph-Georges Caron (Parti libéral)
- Maskinongé : Louis-Joseph Thisdel (Parti libéral)
- Matane : Onésime Gagnon (Union nationale)
- Matapédia : Joseph Dufour (Parti libéral)
- Mégantic : Louis Houde (Parti libéral)
- Missiquoi : Henri-A. Gosselin (Parti libéral)
- Montcalm : Joseph-Odilon Duval (Parti libéral)
- Montmagny : Fernand Choquette (Parti libéral)
- Montmorency : Jacques Dumoulin (Parti libéral)
- Montréal—Jeanne-Mance : Joseph-Émile Dubreuil (Parti libéral)
- Montréal-Laurier : Paul Gauthier (Parti libéral)
- Montréal-Mercier : Joseph-Achille Francoeur (Parti libéral)
- Montréal-Notre-Dame-de-Grâce : James Arthur Mathewson (Parti libéral)
- Montréal-Outremont : Henri Groulx (Parti libéral)
- Montréal—Sainte-Anne : Francis Lawrence Connors (Parti libéral)
- Montréal—Sainte-Marie : Camillien Houde (indépendant)
- Montréal—Saint-Henri : Émile Boucher (Parti libéral)
- Montréal—Saint-Jacques : Roméo Toupin (Parti libéral)
- Montréal—Saint-Louis : Maurice Hartt (Parti libéral)
- Montréal-Verdun : Jean-Léopold Comeau (Parti libéral)
- Nicolet : Henri-Napoléon Biron (Parti libéral)
- Papineau : Roméo Lorrain (Union nationale)
- Pontiac : Edward Charles Lawn (Parti libéral)
- Portneuf : Lucien Plamondon (Parti libéral)
- Québec-Centre : Joseph-William Morin (Parti libéral)
- Québec-Comté : François-Xavier Bouchard (Parti libéral)
- Québec-Est : Oscar Drouin (Parti libéral)
- Québec-Ouest : Charles Delagrave (Parti libéral)
- Richelieu-Verchères : Félix Messier (Parti libéral)
- Richmond : Stanislas-Edmond Desmarais (Parti libéral)
- Rimouski : Louis-Joseph Moreault (Parti libéral)
- Roberval : Georges Potvin (Parti libéral)
- Rouville : Henri-Pascal Panet (Parti libéral)
- Saint-Hyacinthe : Télesphore-Damien Bouchard (Parti libéral)
- Saint-Jean—Napierville : Alexis Bouthillier (Parti libéral)
- Saint-Maurice : Polydore Beaulac (Parti libéral)
- Saint-Sauveur : Wilfrid Hamel (Parti libéral)
- Shefford : Charles Munson Bullock (Parti libéral)
- Sherbrooke : John Samuel Bourque (Union nationale)
- Stanstead : Raymond-François Frégeau (Parti libéral)
- Témiscamingue : Paul-Oliva Goulet (Parti libéral)
- Témiscouata : Joseph-Alphonse Beaulieu (Parti libéral)
- Terrebonne : Athanase David (Parti libéral)
- Trois-Rivières : Maurice Duplessis (Union nationale)
- Vaudreuil-Soulanges : Alphide Sabourin (Parti libéral)
- Westmount—Saint-Georges : George Gordon Hyde (Parti libéral)
- Wolfe : Thomas Lapointe (Parti libéral)
- Yamaska : Antonio Élie (Union nationale)

## Sources
- Section historique du site de l'Assemblée nationale du Québec
- Jacques Lacoursière, Histoire populaire du Québec, t. 4 : 1896 à 1960, Sillery (Québec), Septentrion, 1997.
- Élection générale 25 octobre 1939 — QuébecPolitique.com

- (en) Cet article est partiellement ou en totalité issu de l’article de Wikipédia en anglais intitulé « Quebec general election, 1939 » (voir la liste des auteurs).